# Augusts Kirhenšteins
Augusts Kirhenšteins (18. září 1872 Mazsalaca – 3. listopadu 1963 Riga) byl lotyšský mikrobiolog a politik baltskoněmeckého původu.
Vystudoval Tartuskou univerzitu a pracoval jako veterinář. Zapojil se do revoluce v roce 1905 a po jejím potlačení emigroval do Švýcarska, kde byl asistentem Carla Spenglera v davoském výzkumném ústavu.
V roce 1917 se vrátil do vlasti, bojoval v lotyšské osvobozenecké válce a získal hodnost kapitána. V nezávislém Lotyšsku vyučoval na Latvijas Universitāte, kde v roce 1923 jako první obhájil dizertační práci. Na univerzitě také založil sérologickou laboratoř, která vyvinula vakcínu proti tuberkulóze, používanou i v zahraničí. V roce 1939 se stal profesorem zemědělské vysoké školy v Jelgavě. Byl uznávaným popularizátorem vědy a propagátorem zdravé výživy, zakládal Lotyšskou akademii věd a získal Řád tří hvězd. Angažoval se také v politice na straně levice, byl radním města Rigy a předsedou společnosti pro sblížení Lotyšska a SSSR.
V červnu 1940 obsadila Rudá armáda Lotyšsko a Sověti donutili hlavu státu Kārlise Ulmanise k rezignaci. Kirhenšteins byl pro svoji autoritu v lotyšské společnosti i dobré vztahy k Sovětskému svazu vybrán jako jeho formální nástupce. Během jeho působení v čele vlády proběhly zmanipulované volby, po kterých nový parlament požádal o připojení Lotyšska k SSSR.
Druhou světovou válku prožil v Moskvě, v roce 1941 vstoupil do komunistické strany. Po válce zastával funkci předsedy Nejvyššího sovětu Lotyšské SSR a byl místopředsedou Akademie věd. V roce 1957 mu byl udělen titul hrdina socialistické práce, šestkrát získal Leninův řád.
Je po něm pojmenován mikrobiologický ústav na Stradiņšově univerzitě v Rize. Po obnovení lotyšské nezávislosti bylo navrženo přejmenování ústavu vzhledem ke Kirhenšteinsově podílu na nastolení komunistické diktatury, převládl však ohled na jeho vědecké zásluhy.
Jeho mladší bratr Rūdolfs Kirhenšteins byl rozvědčíkem Rudé armády a stal se obětí Velké čistky.